# 宜興州 (河北省)
宜興州（ぎこうしゅう）は、中国にかつて存在した州。現在の河北省承徳市灤平県北東部に設置された。
1203年（泰和3年）、金代により設置された宜興県を前身とする。1328年（致和元年）、元代により宜興県は宜興州に昇格した。1370年（洪武3年）、明代により廃止された。